# Spodnji Čačič
Spodnji Čačič – wieś w Słowenii, w gminie Osilnica. W 2018 roku liczyła 1 mieszkańca.